# Lamont Stephenson
Lamont Stephenson (né le 3 avril 1975) est un ancien fugitif américain qui a été ajouté à la liste des dix fugitifs les plus recherchés du FBI le 11 octobre 2018. Il était recherché pour le meurtre de sa fiancée, Olga DeJesus, le 17 octobre 2014 à Newark (New Jersey), et a également tué son chien lors de l'attaque.
Le corps d'Olga DeJesus, âgé de 40 ans, a été retrouvé le 17 octobre 2014 dans son appartement du complexe résidentiel Stephen Crane à Newark. Après n'avoir reçu aucun contact de sa mère, la fille de DeJesus est allée la voir. Quand elle est arrivée, elle a vu le chien d'Olga DeJesus mort près de la porte d'entrée. Le cousin d'Olga DeJesus a trouvé Olga morte dans sa chambre, elle et son chien sont morts de suffocation.
Stephenson était le fugitif numéro 521 à être inclus dans la liste des dix fugitifs les plus recherchés du FBI. Il a été capturé dans le Maryland le 7 mars 2019, alors que les autorités enquêtaient sur un véhicule suspect. La police affirme qu'il était également recherché dans un deuxième homicide commis le 6 mars 2019.